# Il disprezzo (romanzo)
Il disprezzo è un romanzo di Alberto Moravia del 1954. Prima della pubblicazione, il romanzo era intitolato Il fantasma di mezzogiorno, titolo usato in alcune traduzioni in inglese (The Ghost at Noon o Contempt).

## Trama
Riccardo Molteni è un giovane scrittore sposato con Emilia. Quando per accontentare la moglie decide di comprare casa, si vede costretto ad accettare il lavoro di sceneggiatore. Battista, produttore cinematografico di successo, lo assume per una prima sceneggiatura, per poi affidargli una sceneggiatura più importante, relativa a un progetto di film sull'Odissea. Pur essendo fedele ad Emilia, si accorge che lei invece si sta raffreddando nei suoi confronti, finché lei infine ammette di disprezzarlo.
Quando con Emilia viene invitato a Capri alla villa di Battista per lavorare sulla sceneggiatura con il regista tedesco Rheingold, Riccardo vede Battista baciare Emilia. Ciò lo spinge a decidere di abbandonare il progetto di lavoro e fare ritorno a Roma. Il mattino, al risveglio, trova un messaggio da parte della moglie che lo avverte che lei è già partita con Battista. Mentre Riccardo passa il resto della giornata a Capri, i due fuggitivi hanno un incidente d'auto nel quale Emilia perde la vita.

## Critica
«Gli eroi di Moravia cercano la felicità personale, ma lo scrittore li porta quasi sempre al collasso. Questo non è solo sterile scetticismo e non solo pessimismo misantropico, così caratteristico di alcuni moderni scrittori borghesi: è la distruzione delle illusioni sulla possibilità della felicità umana quando si tratta di volgare benessere filisteo. Forse, questo è stato più chiaramente mostrato in una delle migliori opere di Moravia, nel romanzo "Il disprezzo"» (dalla prefazione di Ruf Igorevich Chlodovsky alla pubblicazione del romanzo della serie "Masters of Modern Prose" in URSS nel 1979).

## Opere derivate
Il romanzo è stato portato sul grande schermo da Jean-Luc Godard nel film omonimo del 1963 con Brigitte Bardot e Michel Piccoli.

## Edizioni
- Alberto Moravia, Il disprezzo, Bompiani, 1954.